# Kambal, Karibal
Kambal, Karibal es una serie de televisión filipina transmitida por GMA Network desde el 27 de noviembre de 2017 hasta el 3 de agosto de 2018.
Está protagonizada por Bianca Umali y Miguel Tanfelix, con las participaciones antagónicas de Pauline Mendoza, Kyline Alcantara, Marvin Agustin, Jean Garcia y Roence Santos, y las actuaciones estelares de Carmina Villarroel, Alfred Vargas y Jeric Gonzales.

## Sinopsis
La historia se centra en las gemelas Crisanta y Criselda. Crisel muere debido a una enfermedad rara y sigue siendo un espíritu que solo se le aparece a Crisan. Su vínculo comienza a desmoronarse cuando ambos se enamoran de Diego. La rivalidad entre ellas aumenta cuando los afectos de su madre se centran en Crisan. Cuando las emociones de Crisel la consumen y su alma encuentra el cuerpo de otra persona para habitar, ella vuelve a tomar el afecto de su madre y el amor de Diego.

## Elenco
- Miguel Tanfelix – Diego de Villa
- Bianca Umali – Crisanta "Crisan" Bautista / Crisanta "Crisan" Magpantay
- Pauline Mendoza – Criselda "Crisel" Bautista / Criselda "Crisel" Magpantay
- Kyline Alcantara – Francheska "Cheska" de Villa / Grace Akeem Nazar
- Jean Garcia – Teresa Abaya
- Carmina Villarroel – Geraldine Enriquez
- Roence Santos – Black Lady
- Alfred Vargas – Allan Magpantay
- Marvin Agustin – Raymond de Villa / Samuel Calderon
- Gloria Romero – Maria Anicia Enriquez
- Christopher de Leon – Emmanuel "Manuel" de Villa
- Sunshine Dizon – Maricar Akeem Nazar
- Jeric Gonzales – Mark Carlos "Makoy" Claveria
- Franchesca Salcedo – Norilyn "Nori" Canlas
- Eliza Pineda – Patricia Gutierrez
- Rafa Siguion-Reyna – Vincent
- Sheree Bautista – Lilian Ocampo
- Raquel Monteza – Mildred Abaya
- Gardo Versoza – Noli Bautista
- Katrina Halili – Nida Generoso
- Amalia Rosales – Dolores Amelia
- Jake Vargas – Darren Olivar
- Maricar de Mesa – Valerie Olivar
- Maureen Larrazabal – Madame Strong Beauty
- Kevin Santos – Xander Liwanag
- Ping Medina – Obet
- Tart Carlos – Gladys
- Dave Bornea – Claudio Calderon
- Luz Fernandez – Magda Liwanag